# (210) Isabella
(210) Isabella – planetoida z pasa głównego asteroid okrążająca Słońce w ciągu 4 lat i 179 dni w średniej odległości 2,72 j.a. Została odkryta 12 listopada 1879 roku w Austrian Naval Observatory (Pula, półwysep Istria) przez Johanna Palisę. Pochodzenie nazwy planetoidy jest nieznane.